# Benjamin Jones (Politiker)

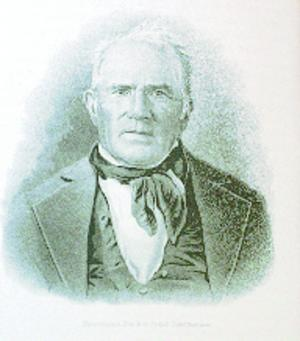
Benjamin Jones

Benjamin Jones (* 13. April 1787 in Winchester, Virginia; † 24. April 1861 in Wooster, Ohio) war ein US-amerikanischer Politiker der Demokratischen Partei. Vom 4. März 1833 bis zum 3. März 1837 war er Mitglied des Repräsentantenhauses der Vereinigten Staaten für den 18. Kongressdistrikt des Bundesstaates Ohio.

## Biografie
Jones wurde in Winchester geboren. Er zog mit seinen Eltern nach Washington im Bundesstaat Pennsylvania um. Dort ging er zur Schule. Dort erlernte er den Beruf des Kunsttischlers. 1812 zog er nach Wooster in Ohio um, wo er sich als Tischler betätigte. 1815 war er Schiedsmann und 1818 Commissioner im Wayne County. Von 1821 bis 1822 war er Mitglied des Repräsentantenhauses von Ohio. Im Jahr 1828 war er Mitglied des Electoral College. Zwischen 1829 und 1832 saß er im Staatssenat.
1832 wurde Jones als Vertreter des neu erschaffenen 18. Distrikts von Ohio ins US-Repräsentantenhaus gewählt. Seine Wiederwahl gelang ihm ein Mal. Zwischen 1835 und 1837 war er Vorsitzender des Committee on Expenditures in the Department of War. 1836 wurde er von seiner Partei nicht mehr für die Wahl nominiert. Er zog sich in Wooster ins Privatleben zurück und starb dort 1861.
Jones war verheiratet mit Hannah Straughn Vanemmon. Beide hatten mit Ohio Franklin Jones einen Sohn.